# NGC 4992
NGC 4992 (również PGC 45593 lub UGC 8232) – galaktyka spiralna (Sa), znajdująca się w gwiazdozbiorze Panny. Odkrył ją John Herschel 4 kwietnia 1831 roku. Jest to galaktyka aktywna.